# Skalsko (tvrz)
Skalsko je zaniklá tvrz na jižním okraji stejnojmenné vesnice asi 3,5 km východně od Jílového u Prahy v okrese Praha-západ. Tvrz, ze které se dochovaly terénní relikty a drobné pozůstatky zdí, stála na ostrůvku v rybníku Trdláč. Od roku 1965 je chráněna jako kulturní památka.

## Historie
O tvrzi se nedochovaly žádné písemné prameny. Vesnice je poprvé zmiňována snad roku 1318, ale první zaručená zpráva je až z počátku 15. století, kdy patřila pražskému měšťanu Václavu Litoměřickému. Další zpráva pochází až z roku 1544, kdy vesnice již patřila k jinému panství a tvrz zde zmiňována není. Chybí také archeologické nálezy, které by umožnily alespoň přibližné datování. Odhaduje se, že existovala ve 14. a 15. století.

## Stavební podoba
Staveniště tvrze vzniklo překopáním šíje malého poloostrova. Vznikl tak obdélný ostrov, který má dnes půdorys písmena U. Uprostřed čelní strany stála čtverhranná věž s rozměry 8 × 8 m. Nalevo od ní stála menší stavba, která byla mírně vysunutá před čelo tvrze a napravo od věže stál dvouprostorový palác. Obě stavby byly s věží propojeny krátkými úseky hradby, z nichž jedním procházela vstupní brána. Zbytek obdélného areálu ohraničovala zaniklá hradba.

## Přístup
Asi 100 m západně od tvrziště, které je volně přístupné, vede zeleně značená turistická značka.